# Ivica Križanac
Ivica Križanac (Split, 13. travnja 1979.) je umirovljeni hrvatski nogometaš i bivši hrvatski reprezentativac.
Križanac je počeo igrati nogomet u rodnom Omišu. Seniorsku karijeru je počeo u HNK Šibeniku, gdje je debitirao u sezoni 1997./1998. priključivši se prvoj momčadi iz juniorske ekipe Šibenika. Križanac sljedećih godinu i pol provodi u koprivničkom Slaven Belupu, od kuda odlazi u Varteks, da bi iste sezone napustio Hrvatsku i priključio se momčadi FK Jablonec u Češkoj. Igrao je i za prašku Spartu, poljski Górnik Zabrze te Dyskoboliju Grodzisk Wielkopolski, a od siječnja 2005. bio je član Zenita iz Sankt Peterburga, s kojim je osvojio rusko prvenstvo, Kup UEFA i Europski superkup. Zbog obitelji prekida svoj ugovor sa Zenitom i vraća se u Hrvatsku. Iako je bio blizu Hajduka, karijeru nastavlja u RNK Split.
Debitirao je za Hrvatsku 20. kolovoza 2008. u prijateljskom susretu sa Slovenijom, ušavši u drugom poluvremenu kao zamjena za Darija Šimića.
Prvu službenu utakmicu za Hrvatsku odigrao je 11. listopada 2008. u Harkivu protiv Ukrajine, odigravši svih devedeset minuta i prema pisanjima mnogih medija, bio je igrač utakmice. Nastupio je nakon što je Robert Kovač kažnjen s četiri utakmice neigranja zbog crvenog kartona.

## Nagrade

### Klupski trofeji
- 2007. Ruska nogometna premijer-liga
- 2008. Ruski nogometni superkup, Kup UEFA, Europski superkup

### Osobne nagrade
- 2004. Najbolji strani nogometaš u Poljskoj[1]

## Vanjske poveznice
- Transfermarkt.de: statistika  Arhivirana inačica izvorne stranice od 10. travnja 2008. (Wayback Machine)
- Zenit (službena stranica): statistika[neaktivna poveznica]